# 마다가스카르의 주

마다가스카르의 주

마다가스카르의 구는 폐지된 최상위 행정 구역으로, 6개의 나뉘어져 있었다. 이들 주는 2007년 헌법 개정에 따른 행정 구역 개편으로 인해 폐지되었으며 30개월 동안(2009년 10월까지) 행정 구역 개편 작업이 있었다.
1. 안타나나리보 주 (Antananarivo)
2. 안치라나나 주 (Antsiranana)
3. 피아나란초아 주 (Fianarantsoa)
4. 마하장가 주 (Mahajanga)
5. 토아마시나 주 (Toamasina)
6. 톨리아라 주 (Toliara)